# Риго, Данте
Данте Риго (нидерл. Dante Rigo; родился 11 декабря 1998 года в Тремело, Бельгия) — бельгийский футболист, полузащитник французского клуба «Гренобль».

## Клубная карьера
Риго — воспитанник клуба «Льерс». В 2007 году он попал в академию нидерландского ПСВ. Для получения игровой практики Данте начал выступать за дублирующий состав. 12 августа 2016 года в матче против «Камбюра» он дебютировал в Эрстедивизи. 21 сентября 2017 года в поединке Кубка Нидерландов против СДК Пюттена Риго дебютировал за основной состав. 30 сентября в матче против «Виллем II» он дебютировал в Эредивизи, заменив во втором тайме Йоррита Хендрикса. В своём дебютном сезоне Данте стал чемпионом Нидерландов. 18 августа в поединке против «Фортуны» из Ситтарда Риго забил свой первый гол за ПСВ. Летом 2019 года перешёл на правах аренды в роттердамскую «Спарту».
В январе 2022 года перешёл в клуб «Беерсхот»

## Международная карьера
В 2015 году Риго в составе юношеской сборной Бельгии вышел в полуфинал юношеского чемпионата Европы в Болгарии. На турнире он сыграл в матчах против команд Чехии, Словении, Хорватии и Франции.
В том же году Риго помог юношеской сборной занять третье место на юношеском чемпионате мира в Чили. На турнире он сыграл в матчах против команд Гондураса, Эквадора, Южной Кореи, Коста-Рики, Мексики и дважды Мали. В поединках против малийцев, гондурасцев и костариканцев Данте забил по голу.

## Достижения
ПСВ
- Чемпион Нидерландов: 2017/18